# Майнильский инцидент
Ма́йнильский инциде́нт (фин. Mainilan laukaukset, дословно — «майнильские выстрелы») — артиллерийский обстрел у приграничной советской деревни Майнила, произошедший 26 ноября 1939 года. Инцидент стал поводом к началу советско-финляндской войны 1939 года. Вне советской и российской историографии «майнильский обстрел» был давно признан операцией под фальшивым флагом, а его псевдорасследование — сфабрикованным советскими властями для создания формального повода для вторжения в Финляндию.

## Предыстория
По информации советских источников, конфликтные ситуации с применением оружия на советско-финляндской границе были не единичными:
- 7 октября 1936 года на Карельском перешейке выстрелом с финляндской стороны был убит совершавший обход советский пограничник[6].
- 27 октября 1936 года двумя выстрелами с финляндской стороны был обстрелян председатель колхоза Вайда-Губа[7].
- 12 декабря 1936 года на участке заставы Майнила со стороны Финляндии был произведён выстрел по советскому пограннаряду[8].
- 17 декабря 1937 года советский пограничный наряд заставы Тернаволок подвергся обстрелу со стороны двух финских солдат с финской территории[9].
- 21 января 1938 года на участке шестой заставы Сестрорецкого района два финских пограничника нарушили советскую границу и при попытке задержания советским нарядом оказали вооружённое сопротивление, в результате чего один из финских пограничников был тяжело ранен[10].
- 15 октября 1939 года на участке Сестрорецкого погранотряда в районе Белоострова со стороны Финляндии был открыт пулемётный огонь по советским пограничникам в тот момент, когда границу пересекала автомашина с финляндской делегацией, возвращавшейся из Москвы после переговоров[11].

## Ход событий
Согласно докладу К. А. Мерецкова, в результате выстрелов с территории Финляндии в 15:45 26 ноября 1939 года погибло 4 и ранено 9 военнослужащих. Также сообщалось, что начальник оперативного отдела штаба ЛВО полковник П. Г. Тихомиров выехал на место происшествия для проведения расследования. Итоги этого расследования не публиковались. Имена красноармейцев, о которых сообщалось как о погибших, остались неизвестными.
В тот же день народный комиссар иностранных дел СССР В. М. Молотов вручил представителю Финляндии ноту, в которой указывалось, что Советское правительство не намерено «раздувать этот возмутительный акт нападения», но, заявляя протест по поводу случившегося, предлагает отвести финляндские войска от границы на 20—25 км с целью предотвращения возможности «повторных провокаций».
В советской прессе инцидент был немедленно охарактеризован как «наглая провокация финляндской военщины». В газетах, по радио и на митингах раздавались призывы «дать отпор зарвавшимся налётчикам» и «ответить тройным ударом». После инцидента советским войскам в районе границы был дан приказ отвечать на любые агрессивные действия со стороны Финляндии огнём, вплоть до уничтожения нападающих.
К. Г. Маннергейм, который в это время совершал инспекционную поездку по Карельскому перешейку сразу же заявил, что в это время финляндские передовые батареи лёгкой артиллерии не могли обстрелять район Майнилы, так как находились на удалении 20 км от границы, а войска в тот день «находились на полковых богослужениях под открытым небом». Тем не менее, по данным советских источников, в районе Яппиля (Симагино, в 5 км от Майнилы) располагалась одна из батарей Финляндии. Согласно же финляндским данным, она переместилась туда после упомянутых выстрелов.
Финляндский посол в Москве А. Юрьё-Коскинен сообщил В. М. Молотову, что свяжется со своим правительством и немедленно уведомит его обо всех подробностях. После этого финляндская сторона провела расследование, по результатам которого были получены показания нескольких пограничников, один из которых наблюдал следы падения снарядов на советской стороне, поскольку они находились на расстоянии менее одного километра до границы. После артиллерийского обстрела с советской стороны были слышны выстрелы стрелкового оружия. В журнале наблюдений финляндских пограничников за период с 15:30 до 16:05 по московскому времени с советской стороны было зафиксировано пять артиллерийских и два гранатомётных выстрела.
На следующий день, 27 ноября, финляндское правительство в ответной ноте сообщило, что по результатам расследования выстрелы были произведены с советской стороны, и предположило, что речь идёт о несчастном случае в ходе учебных стрельб. В ноте также было отмечено, что финляндская сторона не имеет установленных орудий, огонь которых достигал бы указанного места. Со своей стороны Финляндия заявила о готовности обсудить двухсторонний отвод войск от границы и предложила провести совместное расследование инцидента.
Ответ правительства Финляндии вызвал негативную реакцию в Москве, поскольку при обоюдном отводе войск советские части пришлось бы отвести к пригородам Ленинграда, что усилило бы угрозу его безопасности. Документ был расценён как «отражающий глубокую враждебность правительства Финляндии к Советскому Союзу и призванный довести до крайности кризис в отношениях между обеими странами». 28 ноября СССР в ответной ноте в одностороннем порядке объявил утратившим силу пакт о ненападении с Финляндией, заявив, что «считает себя свободным от обязательств, взятых на себя в силу пакта о ненападении, заключённого между СССР и Финляндией и систематически нарушаемого правительством Финляндии». Эта нота фактически означала разрыв советско-финляндских отношений. Советское правительство отзывало из Финляндии своих политических и хозяйственных представителей.
28 ноября в районе перешейка между полуостровами Рыбачьим и Средним произошёл пограничный инцидент, в ходе которого, по советским данным, финский отряд напал на советских пограничников и был отброшен на свою территорию, по финским же данным, советский наряд захватил в плен трёх финнов и разграбил финляндское караульное помещение. В этот же день в районе Видлицы со стороны Кясняселькя в сторону советской территории было произведено два орудийных выстрела, а затем небольшие группы финнов пытались перейти границу, но были встречены огнём и отступили. Тем не менее, в этот день одной из разведгрупп Сортавальского отделения финской армейской разведывательной службы удалось перейти границу в этом районе.
29 ноября в Москву была отправлена нота, в которой правительство Финляндии соглашалось на отвод войск от границы, однако она была вручена спустя несколько часов после разрыва дипломатических отношений.
30 ноября начались военные действия.

## Освещение в историографии
Авторы книги «Советско-финская война: Прорыв линии Маннергейма» Элоиза Энгл и Лаури Паананен рассматривают инцидент как намеренную провокацию со стороны СССР с целью получить повод к началу войны.
По данным историка Ивана Сейдина, некоторые авторы выдвигали версию, согласно которой обстрел осуществлён миномётчиками из расположения советских пограничных войск или армейскими артиллеристами, которым указывали цель корректировщики Ленинградского областного управления НКВД.
Финляндский историк Охто Маннинен истолковывает отдельные записи, найденные в рабочем блокноте А. А. Жданова, как план провокации на границе и последующего её использования в пропагандистских целях. Впрочем, по мнению историка В. Н. Барышникова, никакого отношения к «выстрелам в Майнила» эти записи не имели; отрывочные записи Жданова расшифровке поддаются с трудом и потому не могут служить «реальным доказательством» его причастности к событиям «майниловского инцидента».
Отдельные авторы, анализируя данные финского расследования инцидента на основе тактико-технических характеристик тогдашнего вооружения Красной и финляндской армий, приходят к выводу о том, что выстрелы были сделаны с финляндской стороны.
По мнению историка В. Н. Барышникова, на данный момент в исторической науке вопрос о том, были эти выстрелы вообще или нет, остаётся дискуссионным. Некоторыми исследователями (П. А. Аптекарь и С. Исотало) приводятся аргументы в пользу того, что в действительности выстрелов в Майнила не было.
Также существует мнение (Д. В. Спринг, старший преподаватель кафедры российской и восточно-европейской истории и руководитель Института российских, советских и восточно-европейских исследований Ноттингемского университета), согласно которому инцидент в Майнила не использовался как непосредственное оправдание войны, так как после предполагаемого происшествия Молотов 26 ноября просил финляндскую сторону отвести свои силы на 20—25 км от границы на Карельском перешейке. При этом советская нота не носила категоричный характер и оставляла место для переговоров о том, как избежать подобных инцидентов на границе.
Историк А. Г. Донгаров, подчёркивая умеренность требований первой советской ноты протеста и тот факт, что СССР не объявлял Финляндии войну, высказывает мнение о том, что инцидент послужил поводом не к войне, но к денонсации советско-финляндского пакта о ненападении и являлся «последним предупреждением» Финляндии и «последней попыткой мирного решения конфликта».
Писателем Е. А. Балашовым был опубликован перевод обнаруженных в архиве МИД Финляндии показаний советских военнопленных по поводу майнильского инцидента. Данный источник не был подвергнут критическому анализу и требует тщательного изучения.

## Мнения современников и политиков
Н. С. Хрущёв, согласно его опубликованным воспоминаниям, заявлял, что обстрел произошёл со стороны советских войск (также утверждая, что он осуществился под командованием командарма 1-го ранга Григория Кулика), отметив при этом, что поддерживал Сталина в объявлении войны Финляндии, поскольку считал, что руководство СССР имело на это право, если не с юридической, то с моральной стороны, с целью обезопасить свою страну.

Командовавший в это время 7-й армией командарм 2-го ранга К. А. Мерецков описывает происшедшее так:
«26 ноября я получил экстренное донесение, в котором сообщалось, что возле селения Майнила финны открыли артиллерийский огонь по советским пограничникам. Было убито четыре человека, ранено девять».
По поводу событий, послуживших началом войны, Маннергейм писал в своих воспоминаниях:
«26 ноября Советский Союз организовал провокацию, известную ныне под названием «Выстрелы в Майнила» <…> И вот провокация, которую я ожидал с середины октября, свершилась. Когда я лично побывал 26 октября на Карельском перешейке, генерал Ненонен заверил меня, что артиллерия полностью отведена за линию укреплений, откуда ни одна батарея не в силах произвести выстрел за пределы границы. Во время войны 1941—1944 годов пленные русские детально описали, как была организована неуклюжая провокация».
Посол СССР в Швеции А. М. Коллонтай писала в своём дневнике 1 декабря 1939 года:
«Я поехала к министру социальных и внутренних дел Мёллеру. Он меня встретил без обычной приветливости, казался мрачным и озабоченным. Сразу заговорил об инциденте в Майполе [sic], повторяя клеветнические версии прессы: «Выстрелы шли не с финской стороны, а с советской границы».
Я решила сразу дать отпор этой версии: «Где тут логика, дорогой министр? Зачем Советскому Союзу создавать инцидент и провоцировать войну, когда мы в течение многих месяцев терпеливо боролись с упрямыми финнами, стремясь заключить с ними договор, обеспечивающий мирное соседство? Не в наших интересах расширять сферу мировой войны. Мы хотели обеспечить этим договором безопасность нашей страны в момент мировой войны. А что делают финны? Не договорившись с нами, их делегаты уехали из Москвы и больше не вернулись «с новыми директивами из Хельсинки», как обещали. Договор остался неподписанным. А финская пресса начала вести не просто кампанию, а подняла нагло клеветнический крик против нас. Это вы, господин Мёллер, отрицать не можете. В результате — инцидент в Майполе. Это логичное последствие кампании, что ведут финны против нас. Зачем нам начинать войну, когда финны даже ещё не отказались от договора? Тут дело проще: гляди на Берлин. Вы сами знаете, что финские нацисты действуют в угоду Гитлеру. Понять это — значит понять инцидент в Майполе. Гитлер боится, что мы договоримся с финнами. Вот откуда эти «семь выстрелов в Майполе». Мы заранее не укрепляли нашей границы с Финляндией, а что делают финские наци? Они сооружают линию Маннергейма. О чём это говорит? Гитлер готовит из Финляндии плацдарм на севере…»

Согласно сообщению агента Государственной полиции Финляндии от 30 ноября 1939 года, финляндская общественность в своей массе не поверила в то, что Финляндия обстреляла советскую территорию. Действия Советского Союза финляндскими рабочими были классифицированы как «ничтожная провокация».
В докладных записках сотрудников НКВД, посвящённых настроениям населения в связи с инцидентом, отмечается «глубокое возмущение» трудящихся «провокационной деятельностью финляндских поджигателей войны», но в то же время приводятся отрицательные высказывания отдельных «антисоветских элементов», направленные на «дискредитацию мероприятий советского правительства».

## Память
В 1997 году в Майнило группой энтузиастов во главе с петербургским писателем Е. А. Балашовым был установлен памятник в виде каменной пирамиды, на одной из граней которой была установлена табличка с надписью «МАЙНИЛА // 26.11.1939 // MAINILA // CASUS BELLI». Памятник являлся уменьшенной копией пирамиды, находившейся с 1931 по 1963 у посёлка Симагино и установленной в память о битве при Йоутселькя 1555 года. В 2015 году памятник в Майнило был разрушен.
Также в Майнило находится памятный знак в виде столба с флагами СССР и Финляндии и информационной табличкой.